# Зиздройови-Пецек
Зиздройови-Пецек (пол. Zyzdrojowy Piecek, нім. Sysdroy Ofen, 1938-45: Sixdroi) — село в Польщі, у гміні Пецки Мронґовського повіту Вармінсько-Мазурського воєводства.
Населення — 54 особи (2011).
У 1975-1998 роках село належало до Ольштинського воєводства.

## Демографія
Демографічна структура станом на 31 березня 2011 року:
|          | Загалом | Допрацездатний вік | Працездатний вік | Постпрацездатний вік |
| -------- | ------- | ------------------ | ---------------- | -------------------- |
| Чоловіки | 29      | 6                  | 22               | 1                    |
| Жінки    | 25      | 8                  | 15               | 2                    |
| Разом    | 54      | 14                 | 37               | 3                    |